# 薯莨
，（学名： Hayata,  Lour.），是薯蓣科薯蓣属的一种植物。

## 形态
多年生缠绕草質藤本。圆锥不規則形地下块茎，肉質肥大，外紫黑色，表面粗糙具疣狀突起，内为棕红色，多鬚根，新鮮切面分泌棕紅或紫色汁液。茎蔓性，光滑，多順時鐘旋繞。葉披针形至狭长椭圆形，近革质，在茎中部以上对生，基出三出脈，葉基鈍狀至截形，先端銳尖，葉背白。穗状花序多分枝，常组成圆锥花序，單性花，雄圓錐花序腋生，花被片6枚；雌花穗狀花序，子房下位，3室。蒴果有3翅，先端微凹，具柄。每蒴果含種子6枚，種子有翼。

## 分布
分布在琉球、台湾、越南、印度東部、馬來半島、以及中国大陆。
中國大陸分布於四川、湖南、广东、福建、江西、广西、西藏、贵州、云南、浙江等地，生长于海拔350米至1,500米的地区，多生长于山坡、阔叶林中、河谷边的杂木林中、灌丛中、路旁和林边。
台灣常見於中低海拔山區。

## 变种
- 异块茎薯莨（学名：Dioscorea cirrhosa var. cylindrica）为薯蓣科薯蓣属下的一个变种。

## 異名
- Dioscorea matsudae Hayata（薯榔；裡白葉薯榔）

## 用途
薯莨汁可以用来制作香云纱。薯榔是臺灣原住民族早期為布匹染色的重要染料之一，可染出深紅色，除了增添織品美觀，更有保護織品之功能。楠梓仙溪流域的大武壠族人過去亦以薯榔作為獵具繩索的染料，可增加繩索的強韌，延長使用壽命。以薯榔染色時，需先將其塊莖切片、搗碎，再混合苧麻線一起煮染，便能染出紅褐色的纖維。

## 流行文化
电视剧《宰相刘罗锅》中，广西进贡了荔浦芋头，刘墉担心乾隆帝吃上瘾将来年年进贡劳民伤财，就用薯莨冒充芋头给皇上吃，结果皇上大倒胃口。

## 外部連結
- 薯茛 Shu Gen （页面存档备份，存于） 中藥標本數據庫 (香港浸會大學中醫藥學院) （繁體中文）（英文）

## 延伸阅读
[在维基数据编辑]
 《欽定古今圖書集成·博物彙編·草木典·赭魁部》，出自陈梦雷《古今圖書集成》
 《植物名實圖考·薯莨》，出自吳其濬《植物名實圖考》